# Friedrich August Kloth
Friedrich August Kloth (* 10. November 1925 in Lübeck) ist ein deutscher Redakteur und Autor.
Kloth studierte nach dem Kriege englische und deutsche Literatur und lebte von 1953 bis 1959 in Paris. Er arbeitete als Redakteur der amerikanischen Presseagentur UPI in Paris, später für dpa in Hamburg. Heute lebt er in Hamburg und ist Redakteur einer deutschen Kulturzeitschrift.

## Werke
- Fremd im Paradies, Westermann 1960
- Unter freiem Himmel, Engelhornverlag, 1965
- Kurzgeschichten in der „Zeit“, in „Westermanns Monatsheften“, im „Merian“ und beim Rundfunk.

| Personendaten    | Personendaten                 |
| ---------------- | ----------------------------- |
| NAME             | Kloth, Friedrich August       |
| KURZBESCHREIBUNG | deutscher Redakteur und Autor |
| GEBURTSDATUM     | 10. November 1925             |
| GEBURTSORT       | Lübeck                        |